# Leucospis birkmani
Leucospis birkmani är en stekelart som beskrevs av Charles Thomas Brues 1925. Leucospis birkmani ingår i släktet Leucospis och familjen Leucospidae. Inga underarter finns listade i Catalogue of Life.